# Campeonato Carioca 1913
In 1913 werd het achtste Campeonato Carioca gespeeld voor voetbalclubs uit de Braziliaanse stad Rio de Janeiro, die toen de hoofdstad was. 
Vorig jaar waren er twee rivaliserende competities ,maar de LMSA (Liga Metropolitana de Sports Athléticos) en de Associação de Football do Rio de Janeiro (AFRJ) besloten te fuseren en bleef de naam LMSA aanhouden. De clubs Germânia, Internacional en Cattete namen niet meer deel. 
De competitie werd gespeeld van 3 mei tot 7 december en werd gewonnen door America. 

## Eindstand
| Plaats | Club             | Wed. | W | G | V | Saldo | Ptn. |
| ------ | ---------------- | ---- | - | - | - | ----- | ---- |
| 1.     | Flamengo         | 12   | 8 | 3 | 1 | 24:15 | 19   |
| 2.     | America          | 12   | 8 | 1 | 3 | 30:10 | 17   |
| 2.     | Botafogo         | 12   | 7 | 3 | 2 | 24:12 | 17   |
| 4.     | Fluminense       | 12   | 7 | 2 | 3 | 36:17 | 16   |
| 5.     | Rio Cricket      | 12   | 3 | 0 | 9 | 25:35 | 6    |
| 6.     | São Cristóvão AC | 12   | 1 | 3 | 8 | 15:41 | 5    |
| 7.     | Paysandu         | 12   | 1 | 2 | 9 | 12:36 | 4    |

|  | Kampioen   |
|  | Degradatie |

### Kampioen
| Campeonato Carioca de 1913  |
| Rio de Janeiro              |
| --------------------------- |
| AMERICA Kampioen (1° titel) |